# Tomaso Antonio Vitali

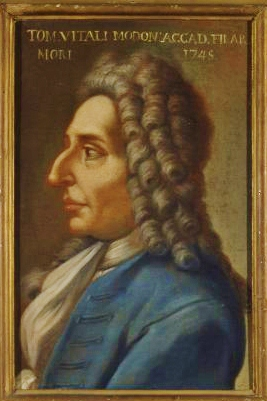
Tomaso Antonio Vitali

Tomaso Antonio Vitali (genannt Vitalino) (* 7. März 1663 in Bologna; † 9. Mai 1745 in Modena) war ein italienischer Violinist und Komponist.

## Leben
Der älteste Sohn von Giovanni Battista Vitali (1632–1692) war einer der begabtesten Schüler seines Vaters. Wie der Vater war auch Tomaso Vitali sehr jung Mitglied der Capella Musicale der Basilika San Petronio in Bologna.
Als der Vater im Jahr 1674 am Hof des Herzogs Francesco II. von Este in Modena die Stelle des Vizekapellmeisters erhielt, begleitete ihn seine Familie. Tomaso Antonio Vitali erhielt vermutlich seinen ersten Violinunterricht durch den Vater und wurde so bereits im Alter von zwölf Jahren Mitglied der Hofkapelle. Er studierte des Weiteren bei Antonio Maria Pacchioni (1654–1738). Seine Virtuosität im Violinspiel soll schon früh der des Vaters überlegen gewesen sein. Bis 1742 blieb er am Hof der Este.
Später trat er die Nachfolge seines Vaters als Kapellmeister des Herzogs von Este an. Als seine Schüler gelten Evaristo Dall’Abaco, Jean-Baptiste Senaillé, der Sohn eines der „Vingt-quatre Violons du Roy“ in Paris, Girolamo Nicolò Laurenti und Luca Antonio Predieri. Nach dem Tod seines Vaters im Jahr 1692 veröffentlichte Vitali innerhalb von drei Jahren drei Sammlungen Triosonaten und eine weitere Sammlung Violinsonaten mit Generalbassbegleitung. Tomasos Vitalis Verdienst war die Verschmelzung der Kirchensonate „da chiesa“ und der Kammersonate „da camera“ zu einem einzigen Typus, dies wurde nach und nach in der gesamten Musikwelt übernommen.
Nach dem Tode Tomaso Vitals setzte sein Sohn Fausto Vitali die Familientradition am Hof der Este fort und blieb von 1750 bis 1776 deren Kapellmeister.

## Chaconne
Der Violinvirtuose Ferdinand David veröffentlichte um 1860 eine Chaconne in g-Moll für Violine und Klavier als Werk von Tomaso Vitali. In dieser Fassung wurde das Werk weltberühmt. Die technischen Anforderungen an die Violine, die herausgehobene Stellung des ausgearbeiteten Klaviersatzes (zu Vitalis Zeit wurde die Begleitung ausschließlich als bezifferter Bass notiert) und vor allem die kühnen harmonischen Modulationen in den Variationen schienen auf einen späteren Entstehungszeitpunkt hinzudeuten.
Musikwissenschaftlern stellten daher die Autorenschaft eines ansonsten unauffälligen Barockkomponisten in Frage und vermuteten, David sei überhaupt der Urheber des ganzen Werks (ähnlich wie es Fritz Kreisler kurze Zeit später tatsächlich gehandhabt hat).
Die aus Dresden stammende Handschrift, die David benutzt hatte, enthält nur die nicht eindeutigen Einträge „Chaconne“ und „Parte del Tomaso Vitalino“. Dieses Original (genauer: die einzige verfügbare zeitgenössische Abschrift von unbekannter Hand) wurde 1978 bei Ricordi verlegt und ist als Faksimile online verfügbar. Es zeigt, dass David dem romantischen Zeitgeist und wohl auch seinem geigerischen Anspruch entsprechend den Violinpart teilweise stark bearbeitet und die Begleitung zu einem vollwertigen Klaviersatz ausgearbeitet hat. Mit Ausnahme des Schlusses folgt David jedoch der formalen und harmonischen Struktur des Originals, deren teils extreme harmonische Kühnheiten die Musikwelt seit Davids Veröffentlichung in Staunen versetzte. Ob tatsächlich Tomaso Vitali der Komponist ist, bleibt indessen unklar. Es spricht jedoch mehr für als gegen diese These.

## Werke
- 12 Sonate für Violine und Basso continuo um 1690 (im Autograph als primizie (Erstlingswerke) bezeichnet)
- Op. 1: 12 Sonata a trè Due Violini, e Violoncello, col Basso per l’Organo (Modena, 1693)
- Op. 2: 12 Sonata a doi Violini, col Basso per l’Organo (Modena, 1693)
- Op. 3: 12 Sonate da Camera à tre, due Violini e Violone (Modena, 1695)
- Op. 4: Concerto di [12] Sonate a Violino, Violoncello e Cembalo (Modena, 1701)
- Triosonate in Corona di dodici fiori armonici tessuta da atretanti ingegni sonori a 3 strumenti (1706)
- Concerto a cinque in G-Dur (nicht datiertes Manuskript, Vatikanische Apostolische Bibliothek: Barb.lat.4231, ff. 11r-14r)
- Prelude by Signr. Vitalis [sic] in Select Preludes or Volentarys for the Violin by the most eminent Masters in Europe (London, 1705)